# Cryphia variegatula
Cryphia variegatula là một loài bướm đêm trong họ Noctuidae.